# Anna Maria
Anna Maria ist eine City im Manatee County im US-Bundesstaat Florida.  Das U.S. Census Bureau hat bei der Volkszählung 2020 eine Einwohnerzahl von 968 ermittelt.

## Geographie
Anna Maria liegt auf der gleichnamigen Barriereinsel am Golf von Mexiko. Die Stadt grenzt im Süden direkt an Holmes Beach und liegt rund 10 km westlich von Bradenton sowie etwa 80 km südlich von Tampa.

## Geschichte
Nach eigenen Angaben der Stadtverwaltung war Anna Maria der erste Ort der Insel, auf dem die ersten Kolonisten ihre Häuser gebaut haben. Der erste Siedler auf der Insel soll „George Emerson Bean“ aus Connecticut gewesen sein. Er baute sein Haus 1893 am heutigen „Rod and Reel Pier“ und siedelte auf insgesamt 140 Acres. Sein Sohn, George W. Bean, gründete mit John Roser zusammen die „Anna Maria Beach Company“. Straßen und Gehsteige wurden angelegt; Häuser, Geschäfte und die erste Trinkwasserversorgung wurden gebaut. 1911, bevor es eine Brücke zum Festland gab, wurde ein Pier an der „Zampa Bay“ gebaut, über den die Versorgung aber auch die Bootsausflüge abgewickelt wurden.
1913 baute John Roser die erste Kirche auf der Insel Anna Maria. Das beleuchtete Kreuz auf dem Kirchturm der Roser Gedächtnisgemeinschaftskirche war ein Leuchtfeuer für Fischer. Kapitän Mitch Davis, der erste Bürgermeister der Stadt Anna Maria, wurde 1925 gewählt. Danach wurde die Insel auch mit Elektrizität versorgt. Die erste Schule wurde 1930 gebaut, an der Stelle wo heute das Gemeindezentrum steht. 1921 wurde die Brücke (Cortez Brücke) zum Festland gebaut. Somit war auch die Versorgung der Einwohner mittels Pferdewagen möglich. Erst 1957 wurde die gebrechliche Holzbrücke durch eine moderne, stabile Konstruktion ersetzt.

## Demographische Daten
Laut der Volkszählung 2010 verteilten sich die damaligen 1503 Einwohner auf 1559 Haushalte, davon sind die meisten als Zweitwohnsitz genutzte Ferienwohnungen. Die Bevölkerungsdichte lag bei 751,5 Einw./km². 97,9 % der Bevölkerung bezeichneten sich als Weiße, 0,3 % als Afroamerikaner, 0,7 % als Indianer und 0,5 % als Asian Americans. 0,2 % gaben die Angehörigkeit zu einer anderen Ethnie und 0,5 % zu mehreren Ethnien an. 3,1 % der Bevölkerung bestand aus Hispanics oder Latinos.
Im Jahr 2010 lebten in 8,8 % aller Haushalte Kinder unter 18 Jahren sowie 52,6 % aller Haushalte Personen mit mindestens 65 Jahren. 60,8 % der Haushalte waren Familienhaushalte (bestehend aus verheirateten Paaren mit oder ohne Nachkommen bzw. einem Elternteil mit Nachkomme). Die durchschnittliche Größe eines Haushalts lag bei 1,89 Personen und die durchschnittliche Familiengröße bei 2,33 Personen.
9,4 % der Bevölkerung waren jünger als 20 Jahre, 8,1 % waren 20 bis 39 Jahre alt, 30,0 % waren 40 bis 59 Jahre alt und 52,6 % waren mindestens 60 Jahre alt. Das mittlere Alter betrug 61 Jahre. 48,0 % der Bevölkerung waren männlich und 52,0 % weiblich.
Das durchschnittliche Jahreseinkommen lag bei 55.078 $, dabei lebten 4,0 % der Bevölkerung unter der Armutsgrenze.
Im Jahr 2000 war Englisch die Muttersprache von 98,82 % der Bevölkerung und spanisch sprachen 1,18 %.

## Wirtschaft
Eine Industrie gibt es nicht, die Einwohner leben hauptsächlich von den hier Urlaub machenden Menschen. Die hauptsächlichen Beschäftigungszweige sind: Ausbildung, Gesundheit und Soziales: (22,8 %), Handel / Einzelhandel: (16,6 %), Zukunftstechnologien, Management, Verwaltung: (13,2 %), Kunst, Unterhaltung, Nahrungsmittel, Restaurants: (12,4 %).

## Verkehr
Die Florida State Road 789 führt von Nord nach Süd über die Insel und weiter über Longboat Key nach Sarasota. Der nächste Flughafen ist der Sarasota–Bradenton International Airport (rund 30 km südöstlich).